# 1972 na Alemanha
Esta é uma cronologia dos fatos acontecimentos de ano 1972 na Alemanha.

## Eventos
- 11 de maio: Os ataques terroristas contra a sede do Exército dos Estados Unidos ocorrem na cidade alemã de Frankfurt am Main.[1]
- 26 de agosto a 11 de setembro: Acontecem os Jogos Olímpicos de Verão em Munique.
- 5 a 6 de setembro: Durante os Jogos Olímpicos de Verão, os membros da organização palestina Setembro Negro invadem o prédio da Vila Olímpica de Munique e mantêm a equipe olímpica de Israel como reféns.[1]
- 14 de setembro: A República Federal da Alemanha estabelece as relações diplomáticas com a Polônia.[1]
- 19 de novembro: As eleições parlamentares ocorrem para o Bundestag.[1]